# Te Anau
Te Anau este un orășel la marginea Parcului Național Fiordland de pe Insula de Sud ce aparține de Noua Zeelandă. El se află pe malul lacului Lake Te Anau, lac care suprafața  de 344 km²  fiind pe locul doi ca mărime pe Insula de Sud. Localitatea din punct de vedere economic este dependentă de turiștii care vizitează regiunea fiordurilor și peșterilor care sunt accesibile cu barca.

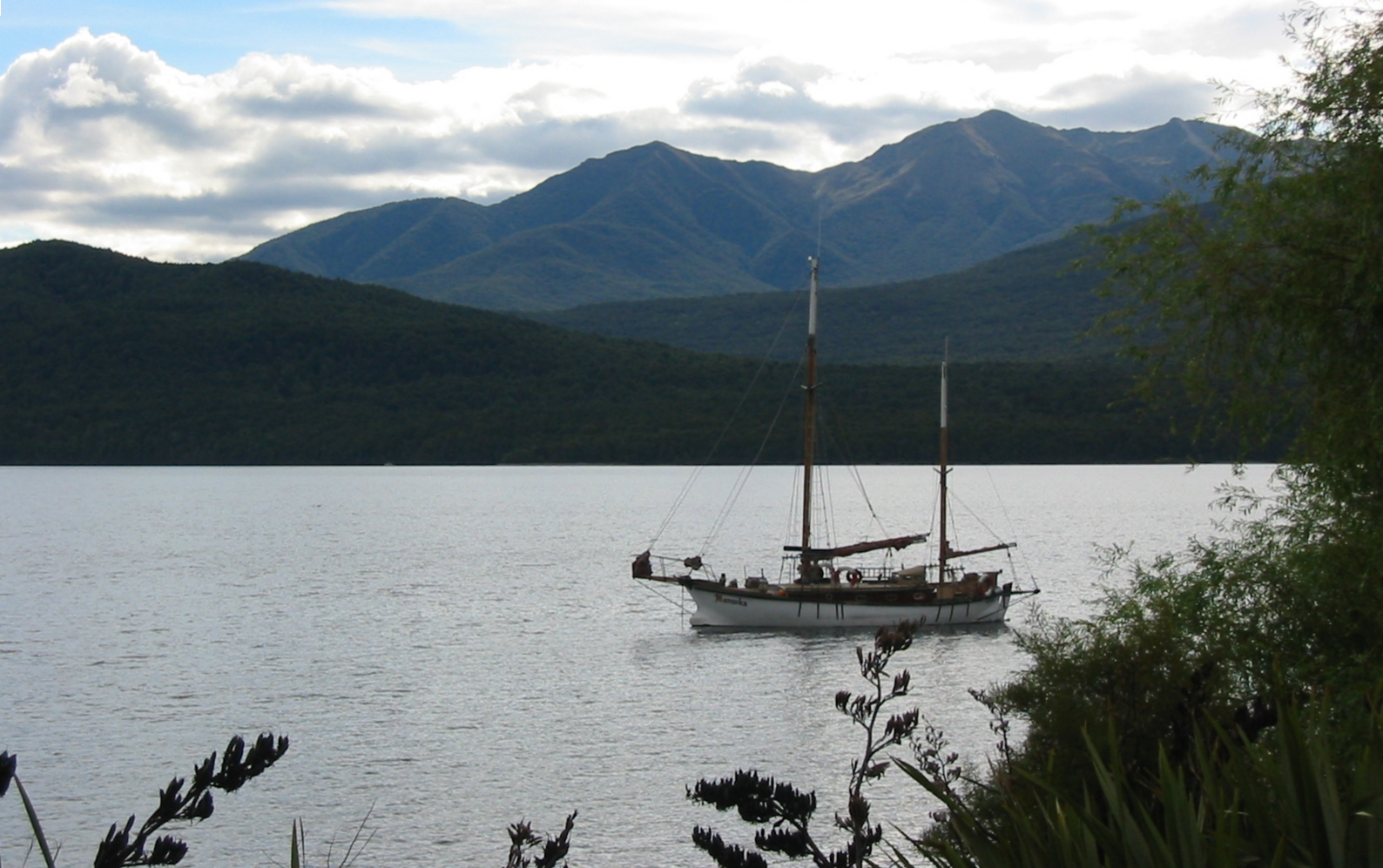
Lake Te Anau

## Personalități născute aici
- Lulu Sun (n. 2001), jucătoare de tenis de câmp cu cetățenie neo-zeelandeză și elvețiană.